# Seznam zemských a městských okresů v Sasku
Spolková země Svobodný stát Sasko ve Spolkové republice Německo sestává z deseti zemských okresů a tří městských okresů. Tento seznam zemských a městských okresů v Sasku je obecným přehledem těchto okresů a nejdůležitějších dat k nim se vztahujícím. Současné správní dělení vychází z administrativní reformy účinné od 1. srpna 2008, v rámci níž bylo zrušeno původních 22 zemských a sedm městských okresů.
Sasko je se svojí rozlohou 18 415,5 km² desátou největší německou spolkovou zemí. Počtem obyvatel 4 043 002 osob je v rámci Německa na sedmé pozici. Průměrná hustota zalidnění činí 220 obyvatel na km², což přibližně odpovídá celostátnímu průměru (233 obyv./km²).
Nejlidnatějším městem Saska je Lipsko (601 866 obyv.), zemským hlavním městem jsou Drážďany (555 351 obyv.).
Nejlidnatějším zemským okresem je zemský okres Krušné hory (328 695 obyv.). Nejméně osob bydlí v zemském okrese Severní Sasko (197 529 obyv.). Co do rozlohy je největší zemský okres Budyšín (2 390,7 km²), nejmenší je naopak zemský okres Cvikov (949,3 km²).

## Vysvětlivky
Tabulka je rozvržena následujícím způsobem:
- Německý název: oficiální německý název zemského, případně městského okresu. Oficiální názvy v hornolužické srbštině jsou uvedeny kurzívou v závorce.

- Český název: ustálený český překlad německého místopisného označení.

- Okresní město: název okresního města v češtině, kurzívou v závorce německy, případně pouze německy.

- Znak: oficiální znak zemského, případně městského okresu.

- Poloha: poloha zemského okresu v rámci Svobodného státu Sasko.

- SPZ: registrační značka vozidel registrovaných v rámci územní jednotky.

- Počet obyvatel: počet obyvatel územní jednotky k 31. prosinci 2021.

- Rozloha: rozloha územní jednotky v kilometrech čtverečních (km²).

- Hustota zalidnění: hustota zalidnění, tj. počet obyvatel na jeden kilometr čtvereční (obyv./km²).

- Poznámky: další informace ohledně sousedících spolkových zemí nebo států, zvláštností apod.

- Obrázek: typický obrázek oblasti, pomocí kterého je možné územní jednotku identifikovat.

## Přehled
| Německý název                    | Český název                          | Okresní město       | Znak                                                      | Poloha                                                                               | SPZ                                       | Obyv.     | Rozloha (v km²) | Obyv./km² | Poznámky | Obrázek                                                        |
| -------------------------------- | ------------------------------------ | ------------------- | --------------------------------------------------------- | ------------------------------------------------------------------------------------ | ----------------------------------------- | --------- | --------------- | --------- | --- | -------------------------------------------------------------- |
| Bautzen (Budyšin)                | Budyšín                              | Budyšín (Bautzen)   | Znak zemského okresu Budyšín                              | Poloha zemského okresu Budyšín ve Svobodném státu Sasko                              | BZ, BIW, HY, KM                           | 296 290   | 2 395,60        | 124       | rozlohou největší zemský okres ; hranice s Českou republikou a Braniborskem; vznikl sloučením zemských okresů Bautzen a Kamenz a městského okresu Hoyerswerda                                                                                                | Staré Město, Budyšín                                           |
| Chemnitz (městský okres)         | Saská Kamenice                       |                     | Znak města Saské Kamenice                                 | Poloha města Saské Kamenice ve Svobodném státu Sasko                                 | C                                         | 243 105   | 221,03          | 1100      | mezi lety 1953 až 1990 město neslo název Karl-Marx-Stadt | Památník Karla Marxe v Saské Kamenici                          |
| Dresden (městský okres)          | Drážďany                             |                     | Znak města Drážďan                                        | Poloha města Drážďan ve Svobodném státu Sasko                                        | DD                                        | 555 351   | 328,48          | 1691      | zemské hlavní město; rozlohou největší a po Lipsku druhé nejlidnatější město Saska | Staré Město s Frauenkirche, městským zámkem a dvorním kostelem |
| Erzgebirgskreis                  | Krušné hory                          | Annaberg-Buchholz   | Znak Krušnohorského okresu                                | Poloha Krušnohorského okresu ve Svobodném státu Sasko                                | ERZ, ANA, ASZ, AU, MAB, MEK, STL, SZB, ZP | 328 695   | 1 827,93        | 180       | nejlidnatější zemský okres Saska; hranice s Českou republikou; nejvyšší bod Saska (Fichtelberg; 1214,6 m); vznikl sloučením zemských okresů Annaberg, Aue-Schwarzenberg, Stollberg a Střední Krušné hory                                                     | Fichtelberghaus na hoře Fichtelberg                            |
| Görlitz (Zhorjelc)               | Zhořelec                             | Görlitz             | Znak zemského okresu Zhořelec                             | Poloha zemského okresu Zhořelec ve Svobodném státu Sasko                             | GR, LÖB, NOL, NY, WSW, ZI                 | 248 273   | 2 111,44        | 118       | největší jezero v Sasku (Bärwalder See; 13,0 km²); hranice s Českou republikou, Polskem a Braniborskem; vznikl sloučením zemského okresu Löbau-Zittau a Dolnoslezského okresu Horní Lužice (Niederschlesischer Oberlausitzkreis) a městského okresu Zhořelec | Park hraběte Pücklera v Bad Muskau                             |
| Leipzig (městský okres)          | Lipsko                               |                     | Znak města Lipska                                         | Poloha města Lipska ve Svobodném státu Sasko                                         | L                                         | 601 866   | 297,80          | 2021      | nejlidnatější město v Sasku | Stará radnice                                                  |
| Leipzig                          | Lipsko                               | Borna               | Znak zemského okresu Lipsko                               | Poloha zemského okresu Lipsko ve Svobodném státu Sasko                               | L, BNA, GHA, GRM, MTL, WUR                | 258 214   | 1 651,29        | 156       | hranice s Durynskem a Saskem-Anhaltskem; vznikl sloučením zemských okresů Leipziger Land a Muldentalkreis | Radnice v Borně                                                |
| Meißen                           | Míšeň                                | Míšeň (Meißen)      | Znak zemského okresu Míšeň                                | Poloha zemského okresu Míšeň ve Svobodném státu Sasko                                | MEI, GRH, RG, RIE                         | 239 344   | 1 454,59        | 165       | hranice s Braniborskem; vznikl sloučením zemských okresů Míšeň a Riesa-Großenhain | Albrechtsburg v Míšni                                          |
| Mittelsachsen                    | Střední Sasko                        | Freiberg            | Znak zemského okresu Střední Sasko                        | Poloha zemského okresu Střední Sasko ve Svobodném státu Sasko                        | FG, BED, DL, FLÖ, HC, MW, RL              | 299 329   | 2 116,87        | 141       | hranice s Českou republikou a Durynskem; vznikl sloučením zemských okresů Döbeln, Freiberg a Mittweida | Historický důl ve Freiberku                                    |
| Nordsachsen                      | Severní Sasko                        | Torgau              | Znak zemského okresu Severní Sasko                        | Poloha zemského okresu Severní Sasko ve Svobodném státu Sasko                        | TDO, DZ, EB, OZ, TG, TO                   | 197 529   | 2 028,56        | 97        | nejméně lidnatý zemský okres v Sasku; hranice s Braniborskem a Saskem-Anhaltskem; vznikl sloučením zemských okresů Delitzsch a Torgau-Oschatz | Letiště Halle/Leipzig                                          |
| Sächsische Schweiz-Osterzgebirge | Saské Švýcarsko-Východní Krušné hory | Pirna               | Znak zemského okresu Saské Švýcarsko-Východní Krušné hory | Poloha zemského okresu Saské Švýcarsko-Východní Krušné hory ve Svobodném státu Sasko | PIR, DW, FTL, SEB                         | 244 009   | 1 654,21        | 148       | hranice s Českou republikou; vznikl sloučením zemských okresů Saské Švýcarsko a Weißeritz | Lilienstein a Labské pískovce                                  |
| Vogtlandkreis                    | Fojtsko                              | Plavno (Plauen)     | Znak Fojtského okresu                                     | Poloha zemského okresu Fojtsko ve Svobodném státu Sasko                              | V, AE, OVL, PL, RC                        | 221 376   | 1 412,46        | 157       | hranice s Českou republikou, Bavorskem a Durynskem; vznikl r. 1996 sloučením okresů Auerbach, Klingenthal, Oelsnitz, Plauen a Reichenbach; r. 2008 připojen dříve městský okres Plavno                                                                       | most přes řeku Göltzsch u Reichenbachu                         |
| Zwickau                          | Cvikov                               | Cvikov (Zwickau)    | Znak zemského okresu Cvikov                               | Poloha zemského okresu Cvikov ve Svobodném státu Sasko                               | Z, GC, HOT, WDA                           | 309 621   | 949,75          | 326       | rozlohou nejmenší zemský okres v Sasku; nejvyšší hustota zalidnění v rámci zemí bývalého Východního Německa; hranice s Durynskem; vznikl sloučením zemských okresů Chemnitzer Land a Zwickauer Land a městského okresu Cvikov                                | Továrna Sachsenring – domov Trabantu                           |
| Svobodný stát Sasko              | Svobodný stát Sasko                  | Svobodný stát Sasko | Svobodný stát Sasko                                       | Svobodný stát Sasko                                                                  | Svobodný stát Sasko                       | 4 043 002 | 18 450,01       | 219       | |                                                                |